# Natalia Kot-Wala
Natalia Kot, po mężu Wala (ur. 29 czerwca 1938 w Bytkowie) – polska gimnastyczka, medalistka olimpijska.
Czołowa polska gimnastyczka przełomu lat pięćdziesiątych i sześćdziesiątych, 15-krotna mistrzyni kraju, dwukrotna mistrzyni Europy, brązowa medalistka olimpijska z Melbourne (1956), 36-krotna reprezentantka kraju w latach 1955-1964.

## Życiorys
Urodzona w  Bytkowie, obecnie dzielnica Siemianowic Śląskich. Absolwentka Liceum Ogólnokształcącego i krakowskiej AWF. Gimnastyczka (161 cm, 56 kg) Jedności Michałkowice (1951-1964), wychowanka trenera Jerzego Dziuby (Ośrodek Śląski w Świętochłowicach) i Stefana Wiśniewskiego. Po zakończeniu kariery zawodniczej i studiów przez wiele lat pracowała w szkole podstawowej w Bielsku-Białej i prowadziła sekcję gimnastyki sportowej w tamtejszym Starcie. Zasłużona Mistrzyni Sportu (1967) odznaczona m.in. srebrnym Medalem za Wybitne Osiągnięcia Sportowe. Żona olimpijczyka, znanego skoczka narciarskiego Piotra Wali. Ma syna. Mieszka w Bystrej Śląskiej.